# Valutazione del rischio
Con valutazione del rischio si intende una determinazione quantitativa o qualitativa del rischio associato ad una situazione ben definita e ad una minaccia conosciuta (detta "pericolo").
Una valutazione quantitativa del rischio richiede la determinazione di due componenti del rischio: la gravità (detta "magnitudo") di una potenziale perdita (o danno) e la probabilità che tale perdita si realizzi. Per "rischio accettabile" si intende un certo rischio che è identificato e tollerato generalmente perché i costi o le difficoltà per implementare una contromisura efficace risulterebbero eccessivi se confrontati con l'aspettativa della perdita.
Durante la progettazione di sistemi complessi, valutazioni del rischio piuttosto sofisticate sono spesso svolte da esperti nell'ambito dell'ingegneria dell'affidabilità e dell'ingegneria della sicurezza, in modo da scongiurare i pericoli che possano mettere a repentaglio l'incolumità delle persone, la salute, l'ambiente e il buon funzionamento delle macchine.
La valutazione del rischio può essere applicata a molteplici ambiti, tra cui: l'agricoltura, l'industria, i servizi ospedalieri e i servizi sociali. A seconda del particolare campo di applicazione, possono essere utilizzate diverse metodologie per la valutazione del rischio, che può essere utilizzata ad esempio per prendere decisioni in ambito finanziario, per valutare l'impatto ambientale di un processo oppure le ripercussioni di un'attività sulla salute pubblica.

## Valutazione del rischio per la salute e la sicurezza nei luoghi di lavoro
La valutazione del rischio è lo strumento fondamentale che permette al datore di lavoro di individuare le misure di prevenzione e protezione e di pianificarne l'attuazione, il miglioramento ed il controllo al fine di verificarne l'efficacia e l'efficienza. In tale contesto si potrà confermare le misure di sicurezza già in atto o apportare delle modifiche al fine di migliorarle in relazione alle innovazioni di carattere tecnico e/o organizzativo introdotte in materia di sicurezza.
La valutazione dei rischi per la salute e la sicurezza assume un'importanza fondamentale tra le misure generali di tutela costituendo il presupposto dell'intero sistema di prevenzione.

## Valutazione del rischio economico
È una disciplina applicata a tutti gli strumenti finanziari (titoli di stato/azionari/obbligazionari/ beni mobili/immobili) che prevedono un rischio finanziario dovuto a potenziali cambiamenti che i mercati potrebbero subire in relazione ad alcune variabili: (economiche/geopolitiche/sociali/sanitarie) che ne potrebbero condizionare/modificare il valore iniziale innescando un deprezzamento e conseguente svalutazione del bene portando l’investitore a potenziali perdite di denaro quindi, a un tangibile rischio economico. La sua valutazione è un’attività complessa e articolata che prevede l’utilizzo di strumenti per il calcolo predittivo come la simulazione finanziaria che intercetta e calcola tutti gli eventuali scostamenti sul prezzo inglobando potenziali profitti e perdite del bene analizzato.